# 約迪·雷爾
約迪·雷爾（英語：Jodi Rell，1946年6月16日—2024年11月20日），美國共和黨政治人物。2004至2011年间担任康乃狄克州第87任州长，此前担任康州第85任副州長。在2009年11月9日宣布不会在2010年的选举中竞逐连任，州长之位由丹內爾·馬洛伊继任。

## 外部連結
- C-SPAN內的頁面（英文）
- 約迪·雷爾在互联网电影资料库（IMDb）上的資料（英文）